# 925 років м. Луцьку (монета)
«925 ро́ків м. Лу́цьку» — ювілейна монета номіналом 5 гривень, випущена Національним банком України. Присвячена одному з найдавніших міст України, згадку про яке знаходимо під 1085 роком в Іпатіївському літописі. Луцьк був столицею удільного князівства, що входило до складу Волинської, а згодом Галицько-Волинської землі. Місто прикрашає визначна архітектурна пам'ятка Волині — мурований Верхній замок, закладений останнім галицько-волинським князем Любартом у XIV ст.
Монету введено в обіг 28 липня 2010 року. Вона належить до серії «Стародавні міста України».

## Опис монети та характеристики
| Номінал грн. | Метал      | Маса, г | Діаметр, мм | Якість виготовлення       | Гурт     | Тираж, штук |
| ------------ | ---------- | ------- | ----------- | ------------------------- | -------- | ----------- |
| 5            | нейзильбер | 16,54   | 35,0        | спеціальний анциркулейтед | рифлений | 45 000      |

### Аверс
На аверсі монети розміщено угорі: малий Державний Герб України, напис півколом «НАЦІОНАЛЬНИЙ БАНК УКРАЇНИ», зображено візитну картку міста — В'їзну вежу замку, ліворуч від якої номінал — «5»/«ГРИВЕНЬ»; рік карбування монети — «2010» та логотип Монетного двору Національного банку України (праворуч).

### Реверс
На реверсі монети зображено панораму міста з висоти В'їзної вежі замку, над якою герб міста, унизу на дзеркальному тлі написи: «925»/«РОКІВ»/«ЛУЦЬК».

## Автори

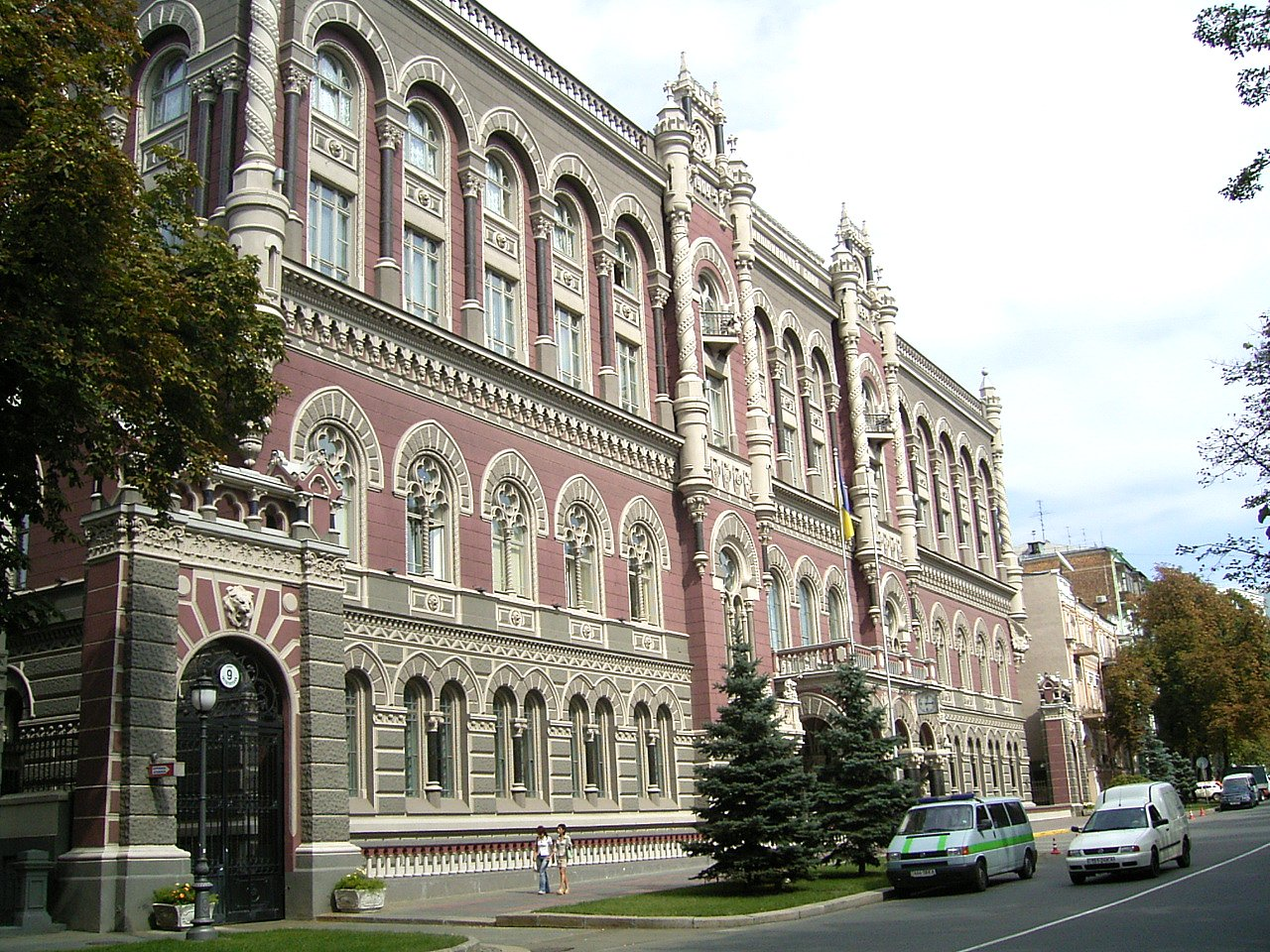
Будівля Національного банку України

- Художники: Володимир Атаманчук (аверс); Володимир Таран, Олександр Харук, Сергій Харук (реверс).
- Скульптор — Володимир Атаманчук.

## Вартість монети
Під час введення монети в обіг 2010 року, Національний банк України реалізовував монету через свої філії за ціною 20 гривень.
Фактична приблизна вартість монети, з роками змінювалася так:
| Рік        | 2011 | 2012 | 2013 | 2014 | 2015 | 2016 | 2017 | 2018 | 2019 | 2020 | 2021 | 2022 | 2023 | 2024 | 2025 |
| ---------- | ---- | ---- | ---- | ---- | ---- | ---- | ---- | ---- | ---- | ---- | ---- | ---- | ---- | ---- | ---- |
| Ціна, грн. | 25   | 25   | 30   | 35   | 40   | 55   | 65   | 75   | 80   | 95   | 100  | 110  | 190  | 340  | 330  |